# Noor Dekker
Noor Dekker (1997) es una deportista neerlandesa que compite en duatlón. Ganó una medalla de bronce en el Campeonato Mundial de Duatlón Campo a Través de 2022 y una medalla de bronce en el Campeonato Europeo de Duatlón Campo a Través de 2022.

## Palmarés internacional
| Campeonato Mundial | Campeonato Mundial    | Campeonato Mundial | Campeonato Mundial |
| Año                | Lugar                 | Medalla            | Prueba             |
| ------------------ | --------------------- | ------------------ | ------------------ |
| 2022               | Târgu Mureș (Rumania) | Medalla de bronce  | Individual         |
| Campeonato Europeo |                       |                    |                    |
| Año                | Lugar                 | Medalla            | Prueba             |
| 2022               | Bilbao (España)       | Medalla de bronce  | Individual         |